# Giacomo Fardella
Ne doit pas être confondu avec Angelo Maria Rossi.
Giacomo Fardella est un peintre italien de natures mortes originaire de Sicile et actif entre Naples et Florence dans la deuxième moitié du XVIIe siècle. 
La signature « Nobilis Fardella de Calvello » utilisée dans nombre de ses tableaux, comme la Natura morta di frutta de la galerie du Palais Pitti à Florence, semble attester l'appartenance de Giacomo Fardella à une famille noble.
Sa formation artistique d'empreinte parthénopéenne est guidée par l'influence de Luca Forte. 
Il ne doit pas être confondu avec le « Pseudo Fardella », Angelo Maria Rossi, identifié par Giuseppe Cirillo, ni avec Giacomo Farelli auquel une lecture erronée de la signature avait associé ses tableaux. De même, l'attribution précédente à un Giuseppe Fardella de la Scène de marché du musée des Beaux-Arts de Mulhouse a été rectifiée en faveur de Giacomo Fardella.

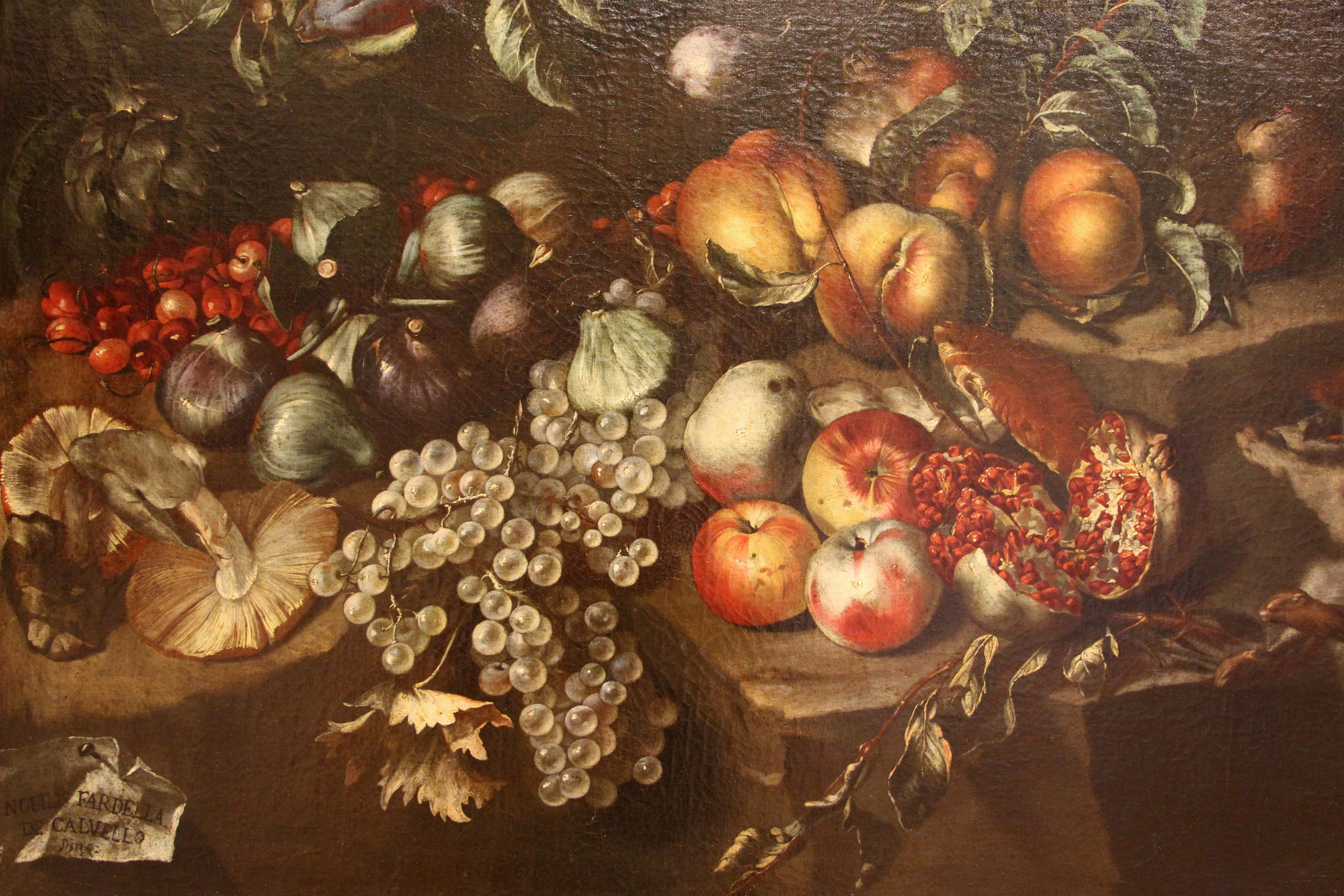
Natura morta con frutta, ortaggi, cacciagione, pesci e figure (détail)
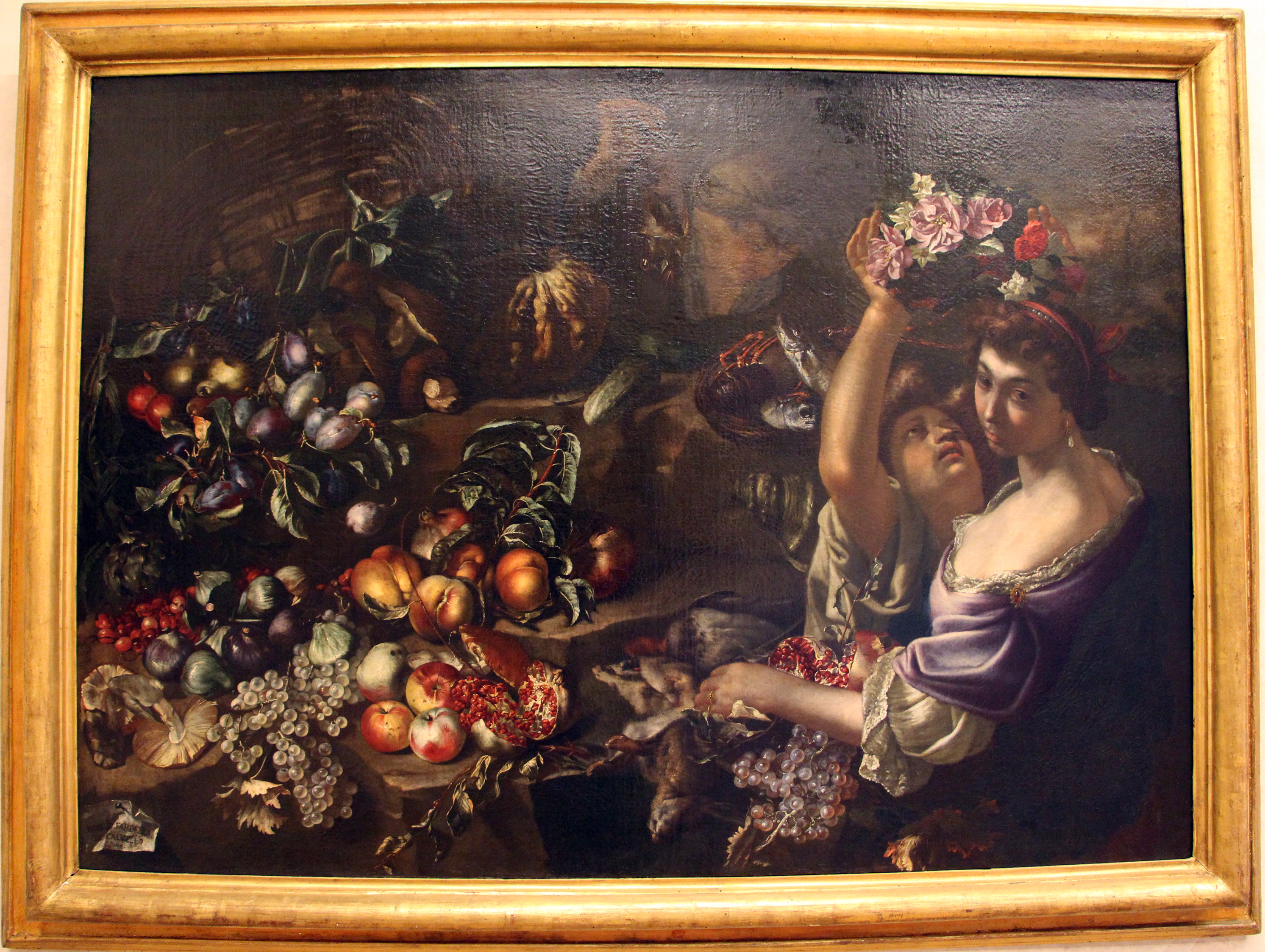
Natura morta con frutta, ortaggi, cacciagione, pesci e figure, musée de la nature morte, Poggio a Caiano
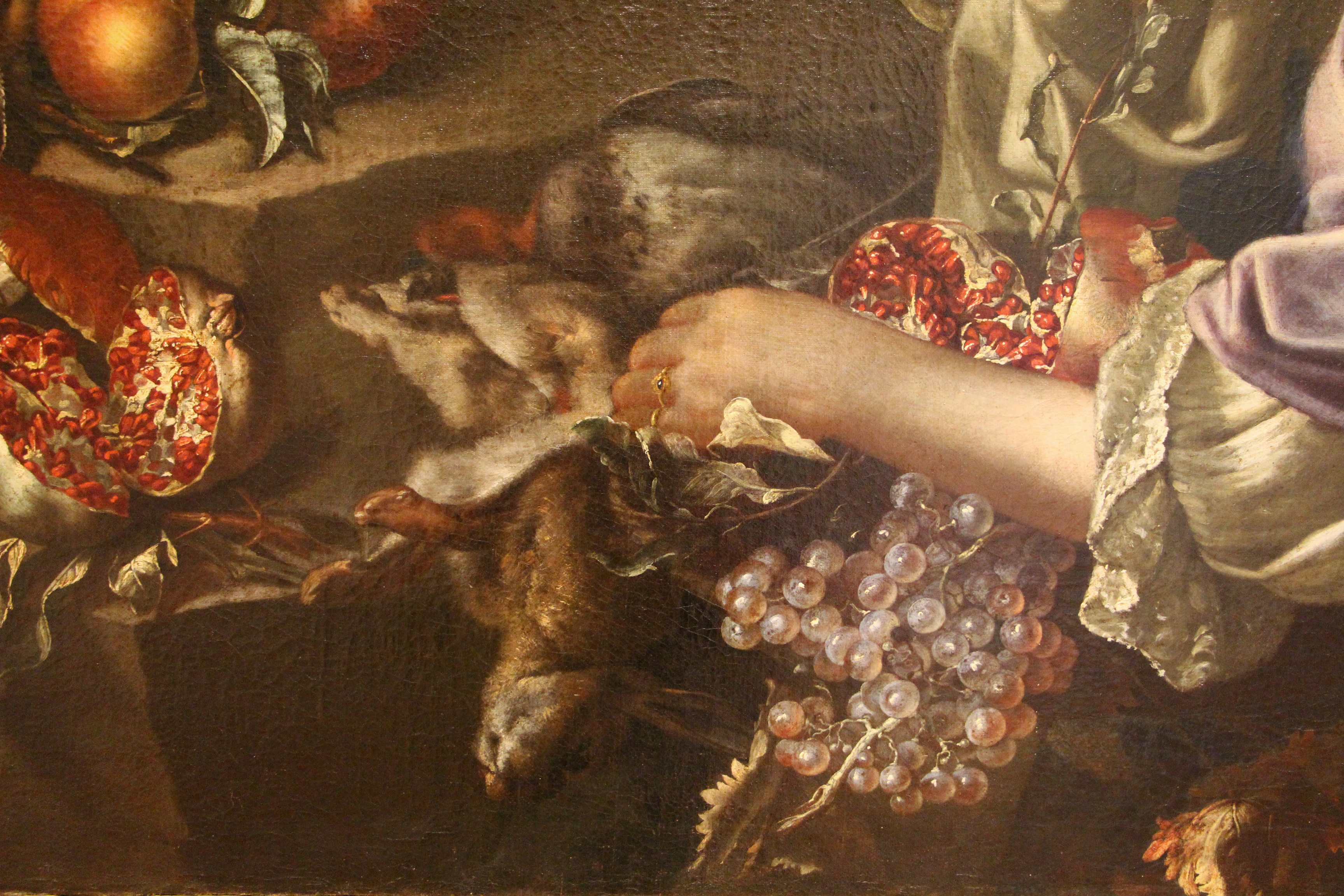
Natura morta con frutta, ortaggi, cacciagione, pesci e figure (détail)
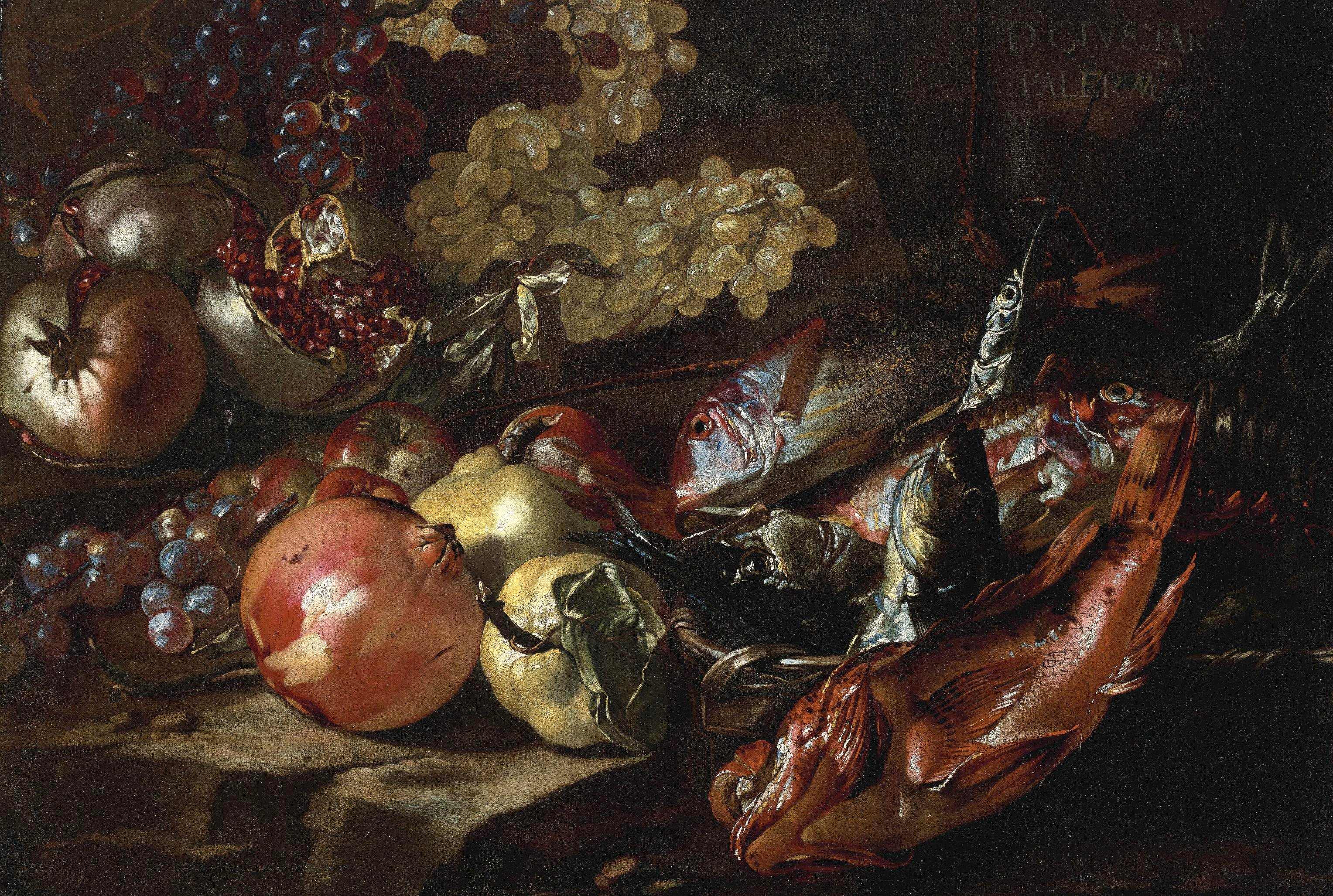
Fish, Grapes and Pomegranates on a Ledge huile sur toile 64,7 × 92,8 cm